# Light It Up (film)
Pour plus de détails, voir Fiche technique et Distribution.
Light It Up est un film américain, sorti en 1999.

## Fiche technique
- Titre : Light It Up
- Réalisation : Craig Bolotin
- Scénario : Craig Bolotin
- Photographie : Elliot Davis
- Musique : Harry Gregson-Williams
- Pays de production :  États-Unis
- Genre : thriller
- Date de sortie : 1999

## Distribution
- Usher : Lester Dewitt
- Forest Whitaker : Officier Dante Jackson
- Rosario Dawson : Stephanie Williams
- Robert Ri'chard : Zacharias « Ziggy » Malone
- Judd Nelson : Ken Knowles
- Fredro Starr : Rodney J. Templeton
- Sara Gilbert : Lynn Sabatini
- Clifton Collins Jr. : Robert « Rivers » Tremont
- Glynn Turman : Principal Allan Armstrong
- Vanessa Williams : Audrey McDonald
- Erica Hubbard
- Sharif Atkins
- Amy Landecker : reporter